# Minamoto no Yoriie
Minamoto no Yoriie (源頼家, 11 septembre 1182-14 août 1204) était le second shogun du shogunat de Kamakura au Japon. Il succéda à son père Minamoto no Yoritomo. Sa mère était Masako Hōjō et son frère était Minamoto no Sanetomo. Il a été assassiné le 14 août 1204 par Hōjō Tokimasa du clan Hōjō qui était en faveur de Minamoto no Sanetomo.